# Robert Lindet

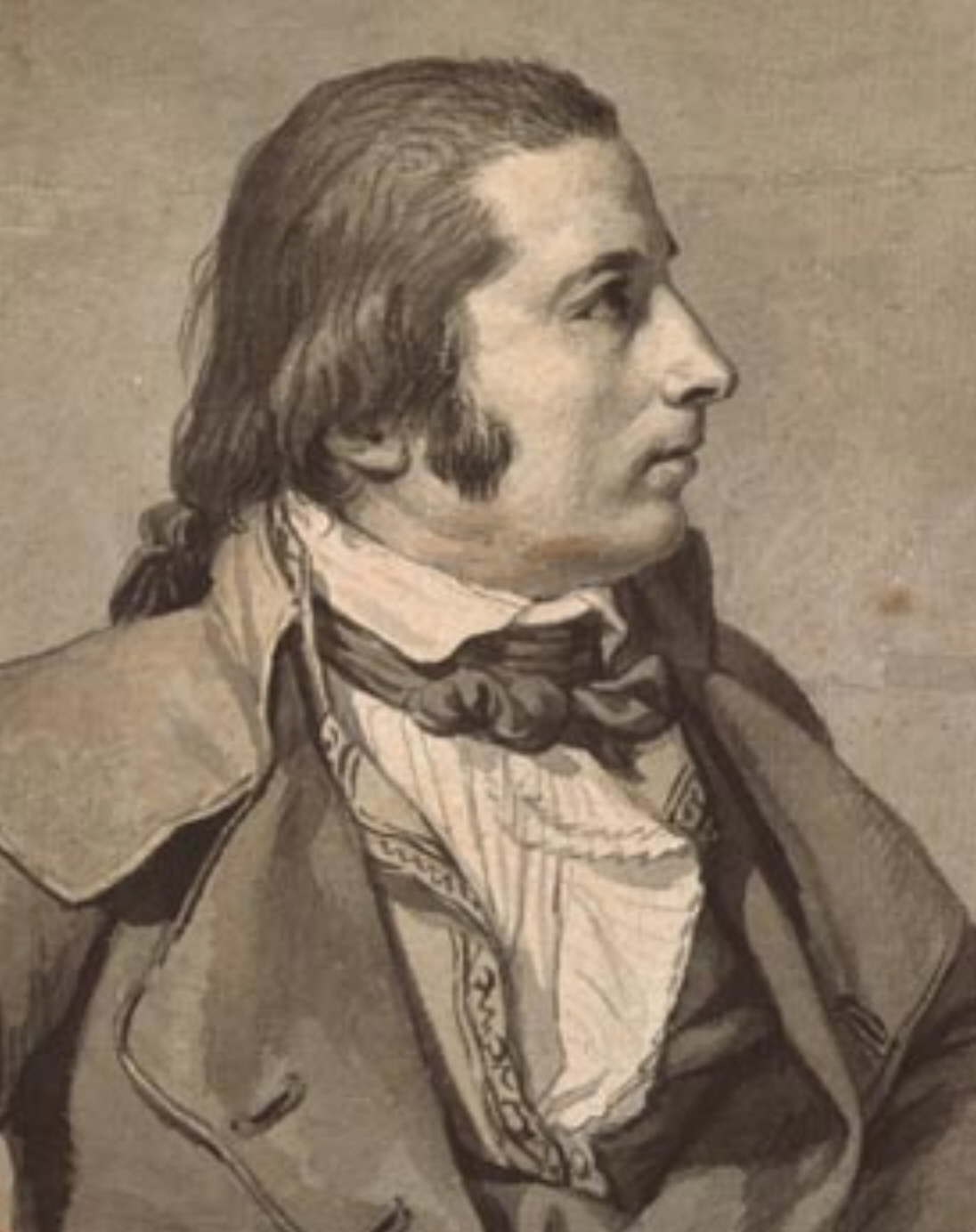
Robert Lindet, Porträt von Jacques-Louis David, um 1795

Jean-Baptiste Robert Lindet (* 2. Mai 1746 in Bernay (Département Eure); † 14. Februar 1825 in Paris) war ein Politiker während der Französischen Revolution. Sein älterer Bruder war der Geistliche Robert Thomas Lindet (1743–1823), der sich gleichfalls politisch betätigte und mit dem Jean-Baptiste Robert Lindet oft verwechselt wurde.

## Leben
Robert Lindet wurde als Sohn eines Kaufmanns geboren. Er studierte die Rechte und arbeitete danach als Advokat sowie als Staatsanwalt am Steuergericht seiner Heimatstadt.
Im Jahr 1789 trat Lindet für die Einberufung der Generalstände ein. Er gehörte zu den Verfassern des Beschwerdeheftes des Dritten Standes von Bernay und wurde im Februar 1790 zum Bürgermeister bestimmt. Ab Juli 1790 amtierte er als Syndikus des Distriktes und im August 1791 wählte ihn das Département Eure zum Abgeordneten der Legislative. Robert Lindet arbeitete dort im Ausschuss für Liquidation, er forderte die Einführung eines allgemeinen Wahlrechts und begrüßte am 10. August 1792 den Sturm auf die Tuilerien.
Im September 1792 wurde Robert Lindet von seinem Heimatdépartement in den Nationalkonvent gewählt. Dort wirkte er im Ausschuss für Gesetzgebung und näherte sich der Montagne. Er verfasste die Anklageschrift gegen Ludwig XVI., den er des Hochverrats beschuldigte und stimmte im Januar 1793 für den Tod des Königs. Wenig später formulierte Lindet die Aufgaben der „Repräsentanten in Mission“, am 10. März 1793 beteiligte er sich an der Errichtung des Revolutionstribunals und am 7. April 1793 wurde er in den Wohlfahrtsausschuss aufgenommen.
Robert Lindet duldete die Einführung von Mindestlöhnen und Höchstpreisen zur Lenkung der Wirtschaft. Im Juni 1793 versuchte er vergebens, zwischen den entmachteten Girondisten und den Montagnarden zu vermitteln. Erst nach dem Scheitern seiner Bemühungen, stimmte er für die Inhaftierung der führenden Girondisten. Einige Tage später eilte Lindet in das aufrührerische Lyon, doch vermochte er nicht, die Aufständischen zu unterwerfen. Von Juli bis Oktober 1793 schlug er erfolgreich, jedoch unter sparsamer Anwendung von Zwangsmitteln, die Föderalistenrevolte in den Départements Eure und Calvados nieder. Er kehrte im November 1793 nach Paris zurück, um die Verpflegung der Armeen zu sichern, das Transportwesen zu organisieren und die Lieferungen der Rüstungsbetriebe zu koordinieren. Aufgrund seines immensen Fleißes und seiner rationalen Arbeitsweise trug Lindet erheblich zur Versorgung der Armeen, aber auch der hungernden Pariser Bevölkerung bei.
Anfang März 1794 widersetzte sich Robert Lindet den Ventôse-Dekreten, die eine Enteignung der politischen Gegner sowie eine Umschichtung des Eigentums zugunsten der Sansculottes einleiteten. Wenige Tage später verweigerte er als einziges Mitglied des Wohlfahrtsausschusses seine Zustimmung zur Verhaftung und Hinrichtung von Danton, Desmoulins und anderer „Nachsichtiger“ („Ich bin hier, um die Bürger zu ernähren und nicht, um die Patrioten zu töten“). Er führte vom 20. April bis 5. Mai 1794 den Vorsitz im Nationalkonvent und billigte danach den Umsturz vom 9. Thermidor II (27. Juli 1794).
Trotz seiner persönlichen Abneigung gegenüber Maximilien de Robespierre verteidigte der zu den linken Thermidorianern zählende Lindet weiterhin die jakobinische Politik. Deswegen verlor er seinen politischen Einfluss und im Oktober 1794 seinen Sitz im Wohlfahrtsausschuss. Nach dem Prairialaufstand vom 20. bis 23. Mai 1795, an dem er nicht teilnahm, wurde Lindet für zwei Monate inhaftiert. Im Frühjahr 1796 unterstützte er das „Komitee Amar“ und die gescheiterte „Verschwörung der Gleichen“ um Babeuf. Das Oberste Gericht in Vendôme, das Babeuf zum Tode verurteilte, sprach Lindet im Mai 1797 in Abwesenheit frei.
Am 23. Juli 1799 übernahm Robert Lindet infolge des Staatsstreiches des 30. Prairial VII (18. Juni 1799), der für kurze Zeit eine neojakobinische Politik ermöglichte, die Leitung des Finanzministeriums. Lindets politische Karriere endete am Tag des Staatsstreiches des 18. Brumaire VIII (9./10. November 1799). Der neue Machthaber Napoleon Bonaparte entließ sofort den letzten Finanzminister des Direktoriums und ersetzte diesen durch den Finanzfachmann Michel Gaudin. Lindet arbeitete wieder als Anwalt, zog sich enttäuscht aus der Öffentlichkeit zurück und wurde 1816, nach der Rückkehr der Bourbonen, als „Königsmörder“ des Landes verwiesen. Er blieb jedoch in Frankreich und verstarb am 14. Februar 1825 in Paris.

## Veröffentlichungen
- 1793 – Attentat et crimes de Louis, dernier roi des Français
- 1794 – Projet de décret présenté au nom des Comités de salut public, d'agriculture et de commerce, dans la séance du 14 brumaire
- 1794 – Rapport de Robert Lindet
- 1794 – Réponse de R. Lindet, a ceux qui lui reprochent 1o. d'avoir parlé des événemens du 31 mai dans le mois de juillet 1793, et dans son rapport du quatrième des jours complémentaires, 2o. d'avoir concouru aux décrets portés le 3 octobre contre un grand nombre de membres de la Convention, et de s'être opposé au rapport de ces décrets, 3o. d'avoir pris la défense des quatre membres de l'ancien gouvernement
- 1795 – R. Lindet, représentant du peuple, a la Convention nationale
- 1795 – Compte rendu a la Convention nationale, en exécution de son décret du 21 nivôse dernier, par Robert Lindet, représentant du peuple, des dépenses qu'il a faites dans les différentes missions qu'il a remplies
- 1797 – Robert-Thomas Lindet, représentant du peuple, a la Haute-Cour de justice, sur l'accusation contre Robert Lindet